# 安全线

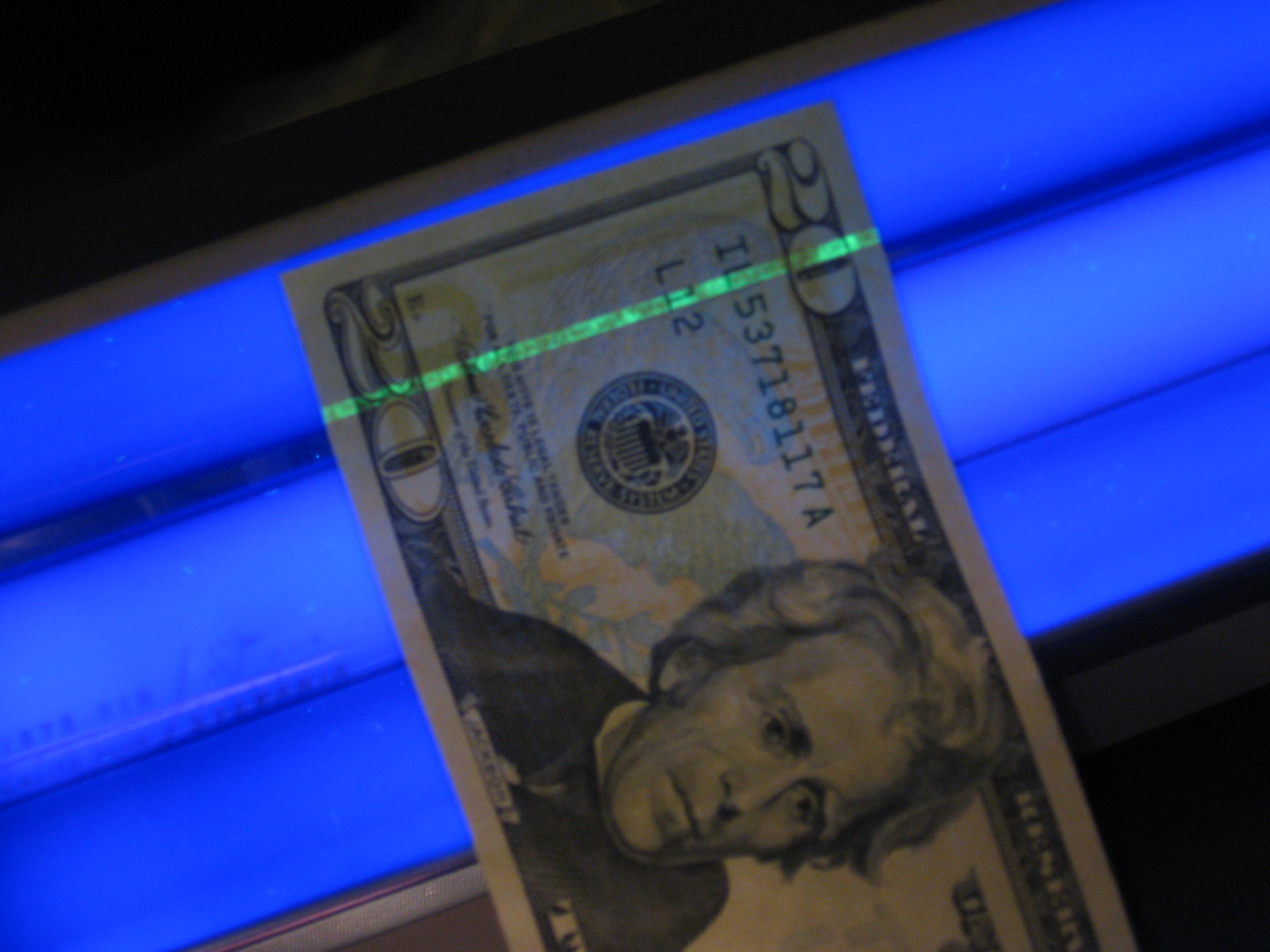
以紫外光照射20美元紙幣所顯現之安全線

安全线是一种被广泛应用于钞票上的防伪技术，它是一条贯穿印钞纸的金属线或者聚酯类塑料线。通常安全线由上至下贯穿钞票，“编织”如钞纸之中。安全线一般用金属箔制成，但有时也会使用聚酯类塑料。通常地，安全线上还会印有一些文字（比如钞票的面值，发钞银行的缩写等）。安全线内嵌于纸张纤维，并且可以完全藏于纸张中或者断续地暴露于纸面，从钞票的一面看像被编织在纸张中一样。不论是哪一种形式的安全线，将纸钞透光来看，安全线始终为一条贯穿的实线。制作安全线时还可以印刷缩微文字或者添加荧光材料。安全线很难被仿造，造假者通常会在假钞的相应位置上印刷灰色细线。安全线也会被用于护照、身份證及簽證等证件的防伪。他们通常用塑料制成并印有缩微文字。